# Nocturne (videojuego)
Nocturne es un videojuego creado para Microsoft Windows (PC) por Terminal Reality en 1999. Es un Horror de supervivencia situado a fines del año 1920 y a comienzos de 1930, teniendo como protagonista a Stranger, un agente de una organización confidencial del gobierno estadounidense ficticia conocida como "Spookhouse", creada por el presidente "Theodore Roosevelt" para luchar contra monstruos. Siguiendo misiones para investigar cuatro casos extraños y salvar a personas de monstruos tradicionales, como Hombres Lobo, Zombis, Vampiros y demás criaturas sobrenaturales.

## Historia
En lugar de una historia abovedada sola, Nocturne es dividido en 4 actos independientes. Cada campaña es independiente, puede ser seleccionada tan pronto como se comienza la partida. Aunque los 4 actos pueden ser jugados en cualquier orden, progresan en la orden cronológica de las 1 a las 4 y por lo tanto, algunos detalles muy menores (como agentes que se asocian o dejan la organización de Spookhouse cuando el tiempo pasa) son más fáciles ver cuando se juega en el orden numérico. Los actos son:

### Acto I: Reino oscuro del rey Vampiro
Stranger es acompañado en equipo con una mitad - vampiro agente de Spookhouse llamada Svetlana Lupescu de mala gana para recuperar un artefacto fuerte de un castillo lejano en Alemania. Este capítulo tiene enemigos diferentes, incluyendo espíritus malignos, hombres lobos, y vampiros. Los diferentes enemigos tienen defectos diferentes, creando una variedad más grande en la jugabilidad. El artefacto a localizar se llama " La Piedra Yatgy", hace un retorno en el juego BloodRayne. Explicado para ser el corazón de Beliar, una vez el gobernante de infierno y el demonio más fuerte siempre nacido.

### Acto II: Tumba del Dios subterráneo
Stranger usa sus pistolas,, una escopeta doble y la ayuda a regañadientes del dios Barón Samedi para combatir contra un brote de zombis en un pueblo estadounidense del lejano oeste, pequeño y aislado. Este capítulo es principalmente sobre matar a zombis, aunque las otras criaturas monstruosas aparecen hacia el final del capítulo.

### Acto III: Masacre en Windy- City
Al Capone está creando una legión de mafiosos reanimados al estilo Frankenstein así que Stranger llena su thompson y viaja a Chicago para parar esta conspiración atroz. Este capítulo tiene tacto de un horror y es más como una película de acción. Los únicos enemigos hacia los que enfrentarse son los Frankenmobsters, que (a pesar de que tienen piel verde), actúan casi de la misma manera que adversarios humanos; gritando las bromas, hablando entre sí, y peleando con thompsons.

### Acto IV: La casa al borde del infierno
Respondiendo a un llamado por ayuda, Stranger es enviado a la mansión lejana de Hamilton Killian, un agente de Spookhouse jubilado con muchas cualidades como las de Stranger (incluyendo un odio abrumador de monstruos) y quién, en su tiempo, fue mirado extensamente para ser uno de los mejores cazadores monstruos de la organización. A través de una serie de eventos, Stranger es puesto en una trampa mortal llena de puzles y forzado a luchar contra enemigos de los 3 actos previos del juego que también están entrampados ahí con él.